# Charles Green

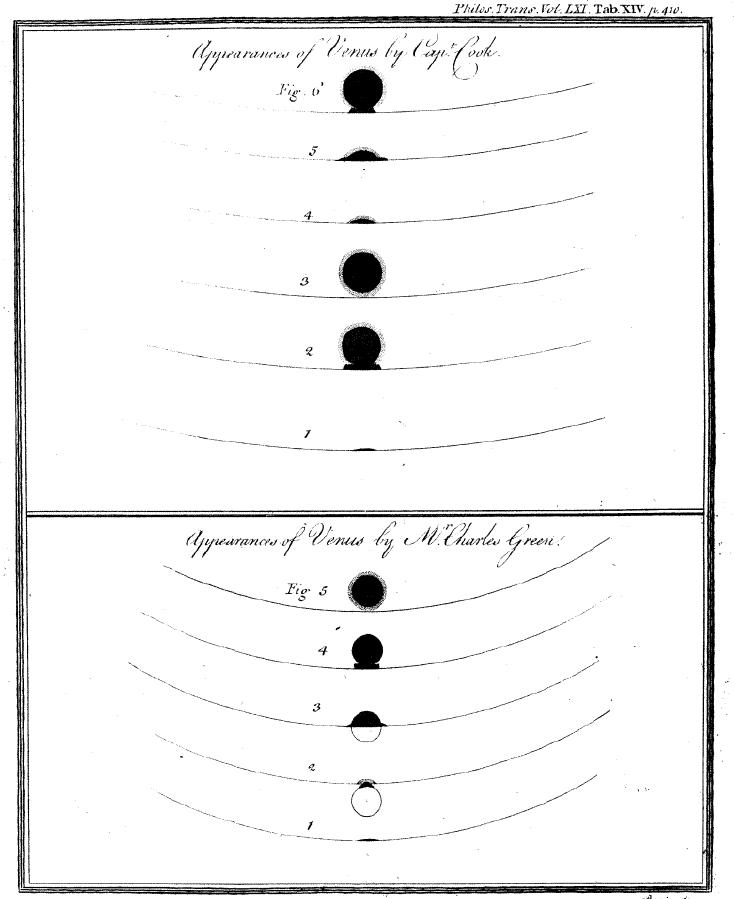
Szkice tranzytu Wenus wykonane przez Jamesa Cooka (u góry) i Charlesa Greena

Charles Green (ur. w grudniu 1734 w Swinton, zm. 29 stycznia 1771 na morzu) – brytyjski astronom, asystent Astronomów Królewskich – Jamesa Bradleya, Nathaniela Blissa i Nevila Maskelyne’a. Z polecenia Royal Society wziął udział w ekspedycji Jamesa Cooka okrętem „Endeavour”, by przeprowadzić obserwację tranzytu Wenus na tle tarczy Słońca, który miał miejsce 3 czerwca 1769 roku. Zmarł w drodze powrotnej na dyzenterię, w trakcie rejsu z Dżakarty na Przylądek Dobrej Nadziei.